# Waiharara
La ville de Waiharara est une localité située à la base de la péninsule d'Aupouri dans la région du Northland, dans l'île du Nord de la Nouvelle-Zélande.

## Situation
La route State Highway 1/S H 1 passe à travers la commune. 
Vers l'ouest se trouve la forêt d'Aupouri, et derrière la plage des quatre-vingt-dix Miles (en).
Vers l'est, on trouve le mouillage de Rangaunu Harbour (en). 
La ville de Houhora est située à 22 km au nord-ouest, et celle de Awanui est à 16 km au sud-est  , .
Le lac Waiparera (en), est situé à 35 mètres (115 feet) sous le niveau de la mer, est localisé immédiatement au nord-ouest .

## Éducation
L'école de «Waiharara School» est une école mixte assurant tout le primaire (allant de l'année 1 à 8) avec un taux de décile de 3 et un effectif de 27 élèves . 
L'école fut ouverte en 1901, et se déplaça sur son site actuel en 1949 .